# Гижицко (гмина)
Гижицко (пол. Giżycko) — сельская гмина (волость) в Польше, входит как административная единица в Гижицкий повят, Варминьско-Мазурское воеводство. Население — 7642 человека (на 2004 год).

## Демография
Данные по переписи 2004 года:
| Перепись                       | Всего   | Всего | Женщины | Женщины | Мужчины | Мужчины |
| ------------------------------ | ------- | ----- | ------- | ------- | ------- | ------- |
| Единицы                        | человек | %     | человек | %       | человек | %       |
| Население                      | 7642    | 100   | 3799    | 49,7    | 3843    | 50,3    |
| Плотность населения (чел./км²) | 26,4    | 26,4  | 13,1    | 13,1    | 13,3    | 13,3    |

## Солецтва
1. Антоново
2. Богацко
3. Богачево
4. Быстры
5. Доба
6. Гаево
7. Грайво
8. Гуты
9. Комп
10. Камёнки
11. Кожухы-Вельке
12. Круклин
13. Печонки
14. Перкуново
15. Солданы
16. Спытково
17. Стэрлавки-Мале
18. Сулимы
19. Щыбалы-Гижицке
20. Сьвидры
21. Упалты
22. Упалты-Мале
23. Вилькасы
24. Вилькаски
25. Вронка
26. Вроны

## Сельские населённые пункты вне солецтв
1. Воля-Богачковска
2. Дзевишево
3. Фуледа
4. Кожухы-Мале
5. Нове-Солданы
6. Зелёны-Гай
7. Стерлавки-Сьредне
8. Гораздово
9. Стшельце
10. Калиново
11. Пенкна-Гура
12. Вроны-Нове

## Соседние гмины
1. Гижицко
2. Гмина Кентшин
3. Гмина Круклянки
4. Гмина Милки
5. Гмина Позездже
6. Гмина Рын
7. Гмина Венгожево
8. Гмина Выдмины